# William Nicholson (kemiker)
William Nicholson (født 13. december 1753, død 21. maj 1815) var en engelsk fysiker og kemiker.

## Liv og gerning
Nicholson konstruerede 1787 en areometer som bærer hans navn, undersægte sammen med Anthony Carlisle Voltasøjlens kemiske virkninger, hvorved de i 1800 opdagede, at den galvaniske strøm spalter vand i brint og ilt.
Nicholson udgav Introduction to natural and experimental philosophy (1781), First principles of chemistry (1789), Dictionary of chemistry (1795) og Journal of natural philosophy, chemistry and the arts (1796-1801, 1802-1813).